# Lý Vấn Hàn
Lý Vấn Hàn (tiếng Trung: 李汶翰; bính âm: Lǐ Wènhàn; sinh ngày 22 tháng 7 năm 1994) là một nam ca sĩ và diễn viên người Trung Quốc. Được biết đến là thành viên của nhóm nhạc nam gồm 5 thành viên Hàn-Trung UNIQ trực thuộc công ty Yuehua Entertainment ra mắt vào năm 2014. Năm 2019, tham gia chương trình sống còn của Trung Quốc Thanh Xuân Có Bạn (mùa 1)  và ra mắt trong nhóm UNINE.

## Tiểu sử
Lý Vấn Hàn sinh ngày 22 tháng 7, 1994  tại Hàng Châu, Chiết Giang, Trung Quốc. Anh có một nền tảng về guitar cổ điển và bơi lội, từng luyện tập với Tôn Dương - vận động viên bơi lội đã đạt huy chương vàng Olympic thế giới tại quê hương Hàng Châu của họ. Vấn Hàn có trải nghiệm bơi lội đầu tiên khi bị cha ném xuống nước và kể từ đó, anh đã phát triển tình yêu với bơi lội.

## Sự nghiệp

### Trước khi ra mắt
Khi học trung học ở Mỹ, anh đã đỗ tại buổi thử giọng cho Yuehua Entertainment. Trước khi ra mắt với Uniq (ban nhạc), Lý Vấn Hàn đã xuất hiện trên truyền hình trong một chương trình thực tế về môn lặn được phát sóng trên toàn quốc trên JSTV vào tháng 4 năm 2013.

### 2014-2018: Ra mắt với UNIQ và tham gia diễn xuất
Lý Vấn Hàn và Vương Nhất Bác là những thành viên đầu tiên được Yuehua Entertainment tuyển dụng. Sau đó cùng với ba thành viên khác vào ngày 16 tháng 10 năm 2014, ra mắt với trong nhóm Uniq (ban nhạc).
Từ tháng 4 đến tháng 8 năm 2016, anh là một thành viên cố định của chương trình trò chuyện Hàn Quốc Ni Hao China - một chương trình chia sẻ văn hóa, lối sống, truyền thống, kinh tế của Trung Quốc, và nhiều hơn nữa theo cách dễ hiểu và thú vị. Bắt đầu từ cuối năm 2016, khi căng thẳng gia tăng giữa Trung Quốc và Hàn Quốc do Hoa Kỳ và Hàn Quốc cùng tuyên bố triển khai Hệ thống phòng thủ khu vực cao độ cao (THAAD), Lý Vấn Hàn chủ yếu hoạt động ở Trung Quốc với tư cách diễn viên.
Từ tháng 6 đến tháng 9 năm 2016, anh là một trong những MC chính cho một chương trình về thể thao của Trung Quốc có tên là  The Players. Đây là một chương trình thực tế với một nhóm các thành viên nổi tiếng người Trung Quốc phải đối mặt trong các thử thách liên quan đến bóng rổ với các đội đối thủ bao gồm các ngôi sao khách mời như Kim Jong-kook và Kobe Bryant.
Tháng 10 năm 2016, xác nhận tham gia bộ phim cổ trang lấy bối cảnh thời nhà Đường mang tên Nhiệt huyết thư viện (热血书院/ Hot blood Academy) trong vai hoàng tử Lý Cảnh Ngọc.. Bộ phim sau đó phát sóng trên Youku từ ngày 4 tháng 7 năm 2018.
Tháng 1 năm 2017,  bắt đầu quay bộ phim truyền hình lãng mạn Life Risking Romance " (命懸一線的浪漫) với vai nam chính. Từ ngày 23 tháng 6 đến ngày 27 tháng 9 năm 2017, quay cho bộ phim thần tượng về chủ đề bóng rổ có tựa đề Nhiệt huyết bóng rổ ( 热血 狂 篮 / Basketball Fever), dựa trên manga/anime " Slam Dunk ". trong vai Bùi Thần Hạo - một cầu thủ bóng rổ cho đội bóng của Đại học Huayang và là em trai của nữ chính. Nhiệt huyết bóng rổ đã được phát hành trên IQiyi vào ngày 16 tháng 5 năm 2018. Từ ngày 1 tháng 11 năm 2017, bắt đầu quay phim cho chương trình giải trí 嘀！粉丝卡 tại Trường Sa, Trung Quốc. Vào ngày 19 tháng 11 năm 2017, tham dự lễ khai máy cho bộ phim truyền hình Chỉ muốn nhìn thấy em cười (想看你微笑) ở Vô Tích, Giang Tô. Đây là một bộ phim hài lãng mạn theo phong cách thần tượng, được chuyển thể từ tiểu thuyết nổi tiếng trên Internet của tác giả Purple Fish. Bộ phim được phát hành trên Youku vào ngày 29 tháng 5 năm 2018.
Vào ngày 16 tháng 4 năm 2018, ham dự lễ khai máy bộ phim Truy Cầu (追球/ Chasing the Ball) tại Thâm Quyến, Trung Quốc. Bộ phim tập trung vào cuộc thi bóng bàn trong nhà trường và  về một nhóm bạn trẻ đã được kết nối với nhau qua môn bóng bàn để làm sống lại câu chuyện truyền cảm hứng vinh quang của Tengyuan.

### 2019: Tham giaIdol Producer 2và ra mắt với UNINE
Vào ngày 5 tháng 12 năm 2018,  Lý Vấn Hàn đã thông báo trên tài khoản Weibo cá nhân của mình rằng  sẽ tham gia chương trình thực tế sống còn tuyển chọn nhóm nhạc nam của Trung Quốc Idol Producer do iQiyi sản xuất.
Trong cuộc thi, anh liên tục đứng đầu và cuối cùng đã ra mắt với UNINE ở vị trí trung tâm (center), với tổng số 8.457.091 phiếu, đứng đầu trong tập cuối.

## Nghệ thuật và ảnh hưởng
Lý Vấn Hàn cho biết người ảnh hưởng trong âm nhạc của mình là Vương Lực Hoành. Anh có một nền tảng về guitar cổ điển và đã đạt được các kỹ năng guitar chuyên nghiệp lên đến cấp 9.
Trong thể thao, thần tượng của Lý Vấn Hàn là Kobe Bryant, LeBron James và Allen Iverson.

## Danh sách đĩa nhạc

### EP
| Tựa đề             | Tiếng Trung | Chi tiết                                                                                         | Danh sách bài hát                                                                 |  |
| ------------------ | ----------- | ------------------------------------------------------------------------------------------------ | --------------------------------------------------------------------------------- |  |
| Thiên hoang bất hủ | 天荒不朽    | - Phát hành: 15/7/2018 - Label: Yuehua Entertainment - Nguồn: Netease Music - Định dạng: Digital | - 天荒不朽 (Tình yêu bất tử) - 一直 在 心上 (Luôn ở trong tim tôi)                |  |
| Vấn                | 《汶》      | - Phát hành: 17/7/2021                                                                           | - 《Darlin》 - 《溯》(Tố) - 《唯一认可的爱》《Tình Yêu Duy Nhất Được Chấp Thuận》 |  |

## Danh sách phim

### Phim điện ảnh
| Năm  | Tên                        | Tiêu đề ban đầu  | Vai diễn   | Ghi chú                    |  |
| ---- | -------------------------- | ---------------- | ---------- | -------------------------- |  |
| 2016 | Đối tác hoàn hảo           | 梦想合伙人       | Vấn Hàn    | [ 15 ]                     |  |
| 2021 | Cuộc Sống Mới Của Chúng Ta | 电影我们的新生活 | Hoàng Tiếu | phần "Ân Oán Quảng Trường" |  |

### Phim truyền hình
| Năm SX | Tựa đề                     | Tiếng Anh                                 | Tựa đề tiếng Trung | Vai diễn      | Ghi chú   |
| ------ | -------------------------- | ----------------------------------------- | ------------------ | ------------- | --------- |
| 2017   | Nhiệt huyết thư viện       | Hot Blood Academy (My Naughty Classmates) | 热血学院           | Lý Cảnh Ngọc  |           |
| 2017   | Lãng mạn mạo hiểm          | Life Risking Romance                      | 命悬一线的浪       | Lưu Tinh Ngữ  | Nam chính |
| 2017   | Nhiệt huyết bóng rổ        | Basketball Fever                          | 热血狂篮           | Bùi Thần Hạo  |           |
| 2017   | Chỉ muốn nhìn thấy em cười | Just Want to See You Smile                | 想看 你 微笑       | Thư Trạm      | Nam chính |
| 2018   | Truy cầu                   | Chasing the Ball                          | 追 球              | Vân Cao Dương |           |

### Chương trình truyền hình
| Năm                  | Tên                        | Tiếng Việt                       | Tiếng Trung  | Mạng        | Ghi chú  |
| -------------------- | -------------------------- | -------------------------------- | ------------ | ----------- | -------- |
| 2019                 | Idol Producer (mùa 2)      | Thanh xuân có bạn                | 青春有你     | iQiyi       | Thí sinh |
| 2020                 | \| Shine Super Brothers \| | Theo Đuổi Ánh Sáng Đi ! Anh Trai | 追光吧！哥哥 | Đông Phương | Thí sinh |
| Shine Super Brothers |                            |                                  |              |             |          |

## Giải thưởng
| Năm  | Giải thưởng             | Hạng mục                                                                             | Kết quả   | Tham chiếu |
| ---- | ----------------------- | ------------------------------------------------------------------------------------ | --------- | ---------- |
| 2018 | 2018 Weibo Fan Festival | "温柔蜜音满腹经纶小狼狗奖" Soft Honey Vocals full of the Abs of little WolfDog Award | Đoạt giải | [ 16 ]     |